# Сцинтиляція
Сцинтиляція — короткочасний спалах світла  (~10–4-10–9 с), що виникає під час проходження окремої зарядженої частинки крізь деякі речовини, що їх називають сцинтиляторами, або фосфорами. Сцинтиляцію уперше візуально спостерігав В. Крукс (1903) при опроміненні альфа-частинками екрана з сульфіду цинку (ZnS). Атоми або молекули сцинтилятора за рахунок енергії заряджених частинок переходять у збуджений стан; наступний перехід зі збудженого в нормальний стан супроводжується випромінюванням світла — сцинтиляцією. 
Механізм сцинтиляції, її спектр випромінювання й тривалість висвічування залежать від природи люмінесціюючої речовини. 
Яскравість сцинтиляції залежить від природи заряджених частинок і від енергії частинки, переданої при її пробігу в речовині. 
Кожна сцинтиляція – результат дії однієї частинки; цю обставину використовують у сцинтиляційних лічильниках для реєстрації елементарних частинок та електромагнітних квантів високої енергії. 